# Au temps de la comète
Au temps de la comète (titre original en anglais : In the Days of the Comet) est un roman de science-fiction de l'écrivain britannique H. G. Wells paru en 1906.